# Telltale Games (2018–presente)
LCG Entertainment Inc., fazendo negócios como Telltale Games, é uma empresa americana de jogos eletrônicos e multimídia, localizada em Malibu, na Califórnia. Foi fundada em 2018 como sucessora da antiga Telltale Games, que havia entrado em falência.
A LCG Entertainment conseguiu adquirir os direitos de grande parte das propriedades intelectuais (IP) originais da Telltale, incluindo marcas, jogos e licenças de jogos, e anunciou em agosto de 2019 que traria de volta os antigos títulos da Telltale Games.

## História

### Fundação
A Telltale Games original havia se tornado um estúdio estabelecido na produção de jogos de aventura episódicos com base em funcionários da extinta LucasArts. Embora seus títulos anteriores tenham sido modestos, o estúdio se tornou bem-sucedido com o lançamento da propriedade licenciada The Walking Dead em 2012. The Walking Dead ajudou a Telltale a estabelecer grandes licenças de outras franquias, entre as quais Batman e Fables, da DC Comics, estavam inclusas.
Enquanto o estúdio continuou a desenvolver seus sucessos, o período que antecedeu a 2016 criou muitos conflitos internos na Telltale, concentrando-se na quantidade de títulos lançados sobre a qualidade e levando a um desempenho inferior das vendas de títulos produzidos às pressas. 
Uma grande mudança de liderança ocorreu em 2017 para tentar reorientar a empresa para melhorar a qualidade, com The Walking Dead: The Final Season (o quarto da série) com o objetivo de demonstrar essa nova abordagem enquanto a empresa trabalhava para melhorar sua situação financeira. No entanto, depois de alguns acordos importantes terem terminado em setembro de 2018, a Telltale anunciou seu fechamento imediato, cancelando todos os projetos atuais e, em outubro de 2018, havia solicitado o fechamanto. Várias das propriedades licenciadas foram recuperadas pelos proprietários de suas IP's; notavelmente, os jogos de The Walking Dead foram adquiridos pela Skybound Entertainment, e a empresa contratou grande parte da antiga equipe da Telltale para concluir o The Final Season em 2019.
A LCG Entertainment foi incorporada de acordo com a Lei de Delaware General Corporation em 27 de dezembro de 2018, com Jamie Ottilie e Brian Waddle atuando como diretor executivo e diretor de receita, respectivamente. Em fevereiro de 2019, a empresa começou a negociar com a Sherwood Partners, a empresa que administra a liquidação das propriedades da Telltale, para adquirir grande parte das licenças e jogos restantes da Telltale. As negociações duraram seis meses, complicadas pelo número de empresas envolvidas nos direitos de propriedade intelectual. A LCG obteve vários investimentos para ajudar a garantir a compra, incluindo os autores da Athlon Games e figuras da indústria de videogames, como Chris Kingsley, Lyle Hall e Tobias Sjögren. A aquisição foi concluída em agosto de 2019.

### Publicação
Em 28 de agosto de 2019, a LCG anunciou publicamente a aquisição de grande parte dos ativos da Telltale Games, e que estaria negociando como Telltale Games no futuro. Entre os planos da empresa estavam a republicação do catálogo anterior da Telltale Games que haviam adquirido, trabalhando com a Athlon Games como parceira de publicação. A empresa também procurou trazer de volta os ex-funcionários da Telltale para apoiar esses esforços. Posteriormente, a empresa assumiu o atual suporte de publicação dos jogos aos quais adquiriu a licença para plataformas digitais como o Steam.

## Jogos Desenvolvidos e Publicados
| Título                                | Plataforma                                                                  | Ano de lançamento | Notas                              |
| ------------------------------------- | --------------------------------------------------------------------------- | ----------------- | ---------------------------------- |
| The Wolf Among Us: Definitive Edition | Microsoft Windows, Xbox One                                                 | 2019              |                                    |
| The Telltale Batman: Shadows Edition  | Microsoft Windows, Xbox One, Nintendo Switch, PlayStation 4                 | 2019              |                                    |
| The Expanse: A Telltale Series        | Microsoft Windows, PlayStation 4, PlayStation 5, Xbox One, Xbox Series X/S  | 2023              |                                    |
| The Wolf Among Us 2                   | Microsoft Windows, PlayStation 4, PlayStation 5, Xbox One, Xbox Series X\|S | 2024              | Co-desenvolvido pela Ad-Hoc Studio |

## Ligações Externas
- «Sítio oficial»
- Telltale Games no Twitter